# Église Sainte-Marie-du-Capitole
L'église Sainte-Marie-du-Capitole (en allemand : Sankt Maria im Kapitol) de Cologne, située en Allemagne dans le Land de Rhénanie-du-Nord-Westphalie, a été construite entre 1050 et 1065. C'est la plus ancienne église de la ville.
C'est l'une des douze églises romanes de Cologne.

## Construction et aspects remarquables

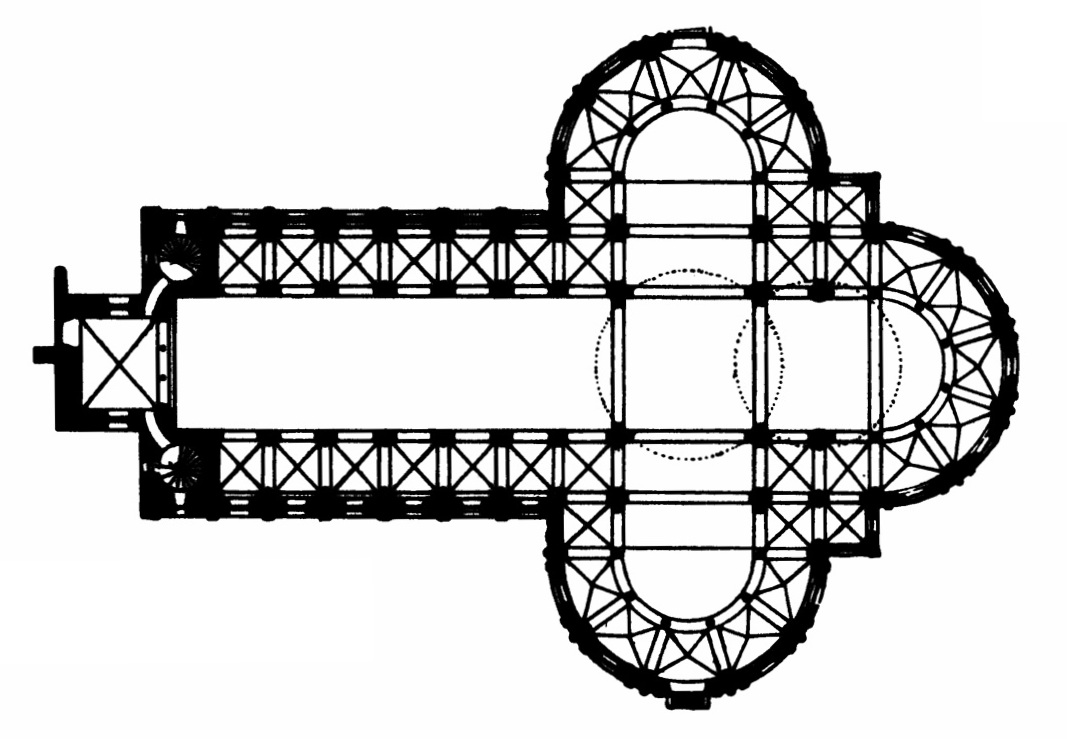
plan de l'église

Bâtie sur les fondations d'un temple romain, elle est caractéristique de l'architecture ottonienne tardive et de la naissance du roman rhénan. Le chœur et le transept forment un plan en trèfle, le plus ancien de ce type en Allemagne. L'église est célèbre  pour sa statue de la Madone du bienheureux Hermann-Joseph de 1180, située à gauche du chœur, celle de la Madone du Limbourg de la fin du XIIIe siècle, placée devant le jubé renaissance. À l'extrémité ouest de la nef, se trouvent deux stèles funéraires dédiées à Plectrude, épouse de Pépin de Herstal.
Un relief en bois du milieu du XIe siècle représente la Fuite en Égypte. Il s'agit d'un groupe formé par Marie avec Jésus sur l’âne, et Joseph ouvrant ou fermant la marche.

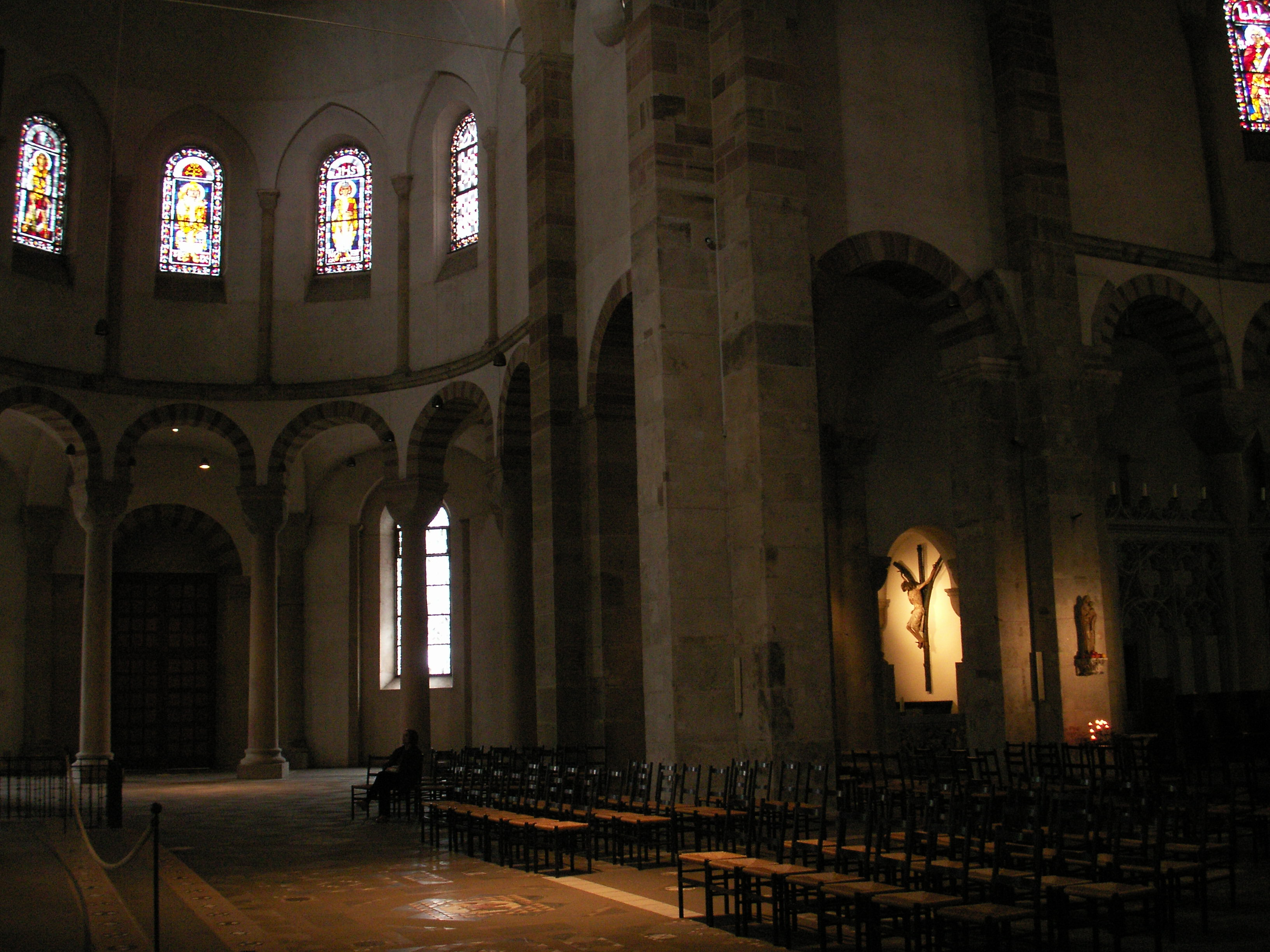
L'intérieur de Sainte-Marie-du-Capitole
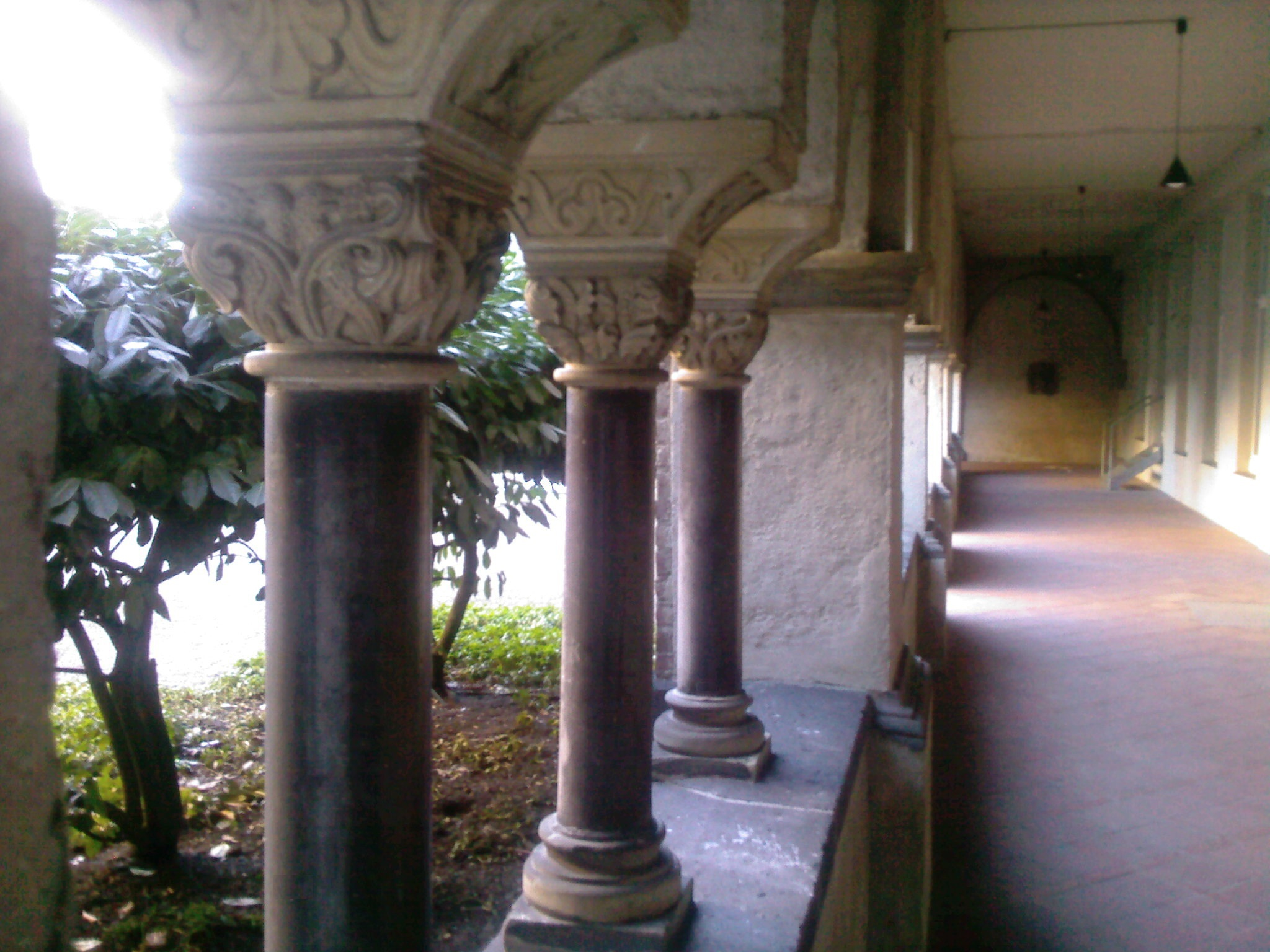
Le cloître de Sainte-Marie-du-Capitole.